# Измеритель иммитанса
Измеритель иммитанса или измеритель RLC — радиоизмерительный прибор, предназначенный для определения параметров полного сопротивления или полной проводимости электрической цепи. RLC в названии «измеритель RLC» составлено из широко распространённых схемных названий элементов, параметры которых может измерять данный прибор: R — Сопротивление, С — Ёмкость, L — Индуктивность.
- Иммитанс (иногда иммиттанс, англ. immittance от лат. immitto провожу, продеваю) — обобщающее понятие для полного (комплексного) сопротивления — импеданса и полной (комплексной) проводимости — адмиттанса.

## Измеряемые величины
- Модуль импеданса (адмиттанса)
- Активная составляющая импеданса (адмиттанса)
- Реактивная составляющая импеданса (адмиттанса)
- Ёмкость
- Индуктивность
- Тангенс угла потерь конденсатора
- Добротность катушки индуктивности
- Сдвиг фазы

## Устройство и принцип действия
- Среди основных методов измерения параметров электрических цепей можно назвать мостовые методы и метод, связанный с использованием соотношений закона Ома на переменном токе.
- Принцип действия мостовых измерителей иммитанса основан на использовании измерительного моста, для уравновешивания которого, в приборе содержатся наборы образцовых активных и реактивных (ёмкостных) сопротивлений. Такие приборы могут работать только на фиксированных частотах. Реализация цифровых приборов для измерения параметров электрических цепей на основе мостовых методов сопровождается заметным усложнением их схемотехники и автоматизации процессов уравновешивания.
- Приборы, в основу которых положено использование соотношений закона Ома, проще с точки зрения схемотехнической реализации и автоматизированного получения результата измерения. Принцип измерения таких измерителей иммитанса основан на анализе прохождения тестового сигнала (обычно синусоидального) с заданной частотой через измеряемую цепь, обладающую комплексным сопротивлением. Напряжение рабочей частоты с внутреннего генератора подается на измеряемый объект. На выделенном участке цепи измеряется напряжение, ток и фазовый сдвиг между ними. Измеренные величины используются для расчёта параметров цепей.

## Некоторые примеры
- Е7-8 — Частота измерения 1000 Гц
- Е7-11 — Частота измерения 1000, 100 Гц, постоянный ток
- Е7-12 — Частота измерения 1 МГц
- Е7-14 — Частота измерения 100 Гц, 1 кГц, 10 кГц
- Е7-15 — Частота измерения 100 Гц, 1 кГц
- Е7-18 — Частота измерения 100 Гц, 1 кГц
- Е7-20 — Прецизионный, 25 Гц — 1 МГц
- E7-22 — Частота измерения 120 Гц и 1 кГц
- Е7-23 — Частота измерения 100 Гц , 1 кГц и 10 кГц
- Е7-25 — Прецизионный, 25 Гц — 1 МГц
- LCR-821 — Прецизионный, 12 Гц — 200 кГц
- AM-3003 — Частота измерения 100 Гц, 120 Гц, 1 кГц и 10 кГц
- DE-5000 — Частота измерения 100 Гц, 120 Гц, 1 кГц, 10 кГц и 100 кГц (поддержка 4 — проводной схемы подключения, автоматический выбор измеряемого параметра L-C-R)

## Основные нормируемые характеристики
- Рабочие частоты
- Период повторения измерений
- Уровни измерительного сигнала
- Диапазон и погрешности измерения сопротивления
- Диапазон и погрешности измерения проводимости
- Диапазон и погрешности измерения ёмкости
- Диапазон и погрешности измерения индуктивности
- Диапазон и погрешности измерения добротности и тангенса угла потерь